# Cartignies
 Cartignies  es una población y comuna francesa, en la región de Norte-Paso de Calais, departamento de Norte, en el distrito de Avesnes-sur-Helpe y cantón de Avesnes-sur-Helpe-Sud.

## Demografía
| 1404 | 1314 | 1231 | 1250 | 1114 | 1128 |
| Para los censos de 1962 a 1999 la población legal corresponde a la población sin duplicidades (Fuente: INSEE [Consultar]) |      |      |      |      |      |